# معركة كيب فينيستر (1761)
قالب:Campaignbox Seven Years' War: European
كانت معركة كيب فينيستر بمثابة اشتباك بحري حيث وقعت قبالة الساحل الأطلسي الشمالي الإسباني بالقرب من كيب فينيستري بين الأسراب البريطانية والفرنسية خلال حرب السنوات السبع. إذ كانت قوة بريطانية مؤلفة من 74 مدفعًا من سفن خطية بيلونا وفرقاطة بريليانت ذات 36 مدفعًا تبحر من لشبونة إلى بريطانيا مع شحنة سكائك ذهبية عندما واجهت في 13 أغسطس قوة فرنسية تتألف من 74 مدفعية محملة في سفينة كواريجو وسلاح-32 فرقاطات ماليشيوس وهرمين. وقامت السفن البريطانية بمطاردة السرب الفرنسي على الفور، وحافظت على الاتصال طوال الليل، وفي صباح اليوم التالي وقعت اشتباكتان منفصلتان عندما حاربت بريليانت الفرقاطات الفرنسية وقاتلت بيلونا سفنية كورايجو.
وفي اشتباكات قصيرة وبشق الأنفس، تضررت كلتا سفينتي الخط. وقد بدأت المعركة عندما نجح قبطان سفينة بيلونا روبرت فولكنور في مناورة سفينته إلى موقع مثالي، وإلحاق أضرار جسيمة والعديد من الضحايا على سفينة كواريجو، مما اجبر السفينة الفرنسية إلى الاستسلام. وعلى الرغم من التفوق العددي، نجح بريليانت بالتصدي لفرقاطات فرنسية، ومنعهم من التدخل في المعركة الحاصلة بين سفن الخط بكل شجاعه، مما ادى بنجاح كل من ماليسيوس وهرمين في الانسحاب لحقاً بعد استسلام كواجيرو. وتم لاحقا إصلاح سفينة كواجيرو وإعادة تكليفها في البحرية الملكية، حيث خدمت السفينة لمدة 35 عامًا لتشهد نزاعين لاحقين.

## خلفية المعركة
وإثر هزيمتهم في معركة خليج كويبيرون من عام 1759، لم تعد البحرية الفرنسية قادرة على التنافس مع البحرية الملكية من اجل السيطرة على المياه الأوروبية في حرب السنوات السبع. وإستفادت البحرية الملكية من هيمنتها الإقليمية وقامت بغزو الجزيرة بيليل قبالة شبهة الجزيرة بريتانيفي أبريل 1761، والتي تم الاستيلاء عليها في يونيو. وبسبب حصر الأسطول الفرنسي الأطلسي الرئيسي في الميناء، تم إرسال أسراب أصغر للقيام بعمليات المداهمة. وقام سفينة من الخط كوراجيو من السرب والتي تحمل 74 بندقية والتي كانت تحت إشراف الكابتن داجو لامبيرت وفرقاطات 32 بندقية من طراز ماليسيوس تحت إشراف الكابتن لونقويفلي وهرمين تحت إشراف كابتن مونتيجني، والذي أرسلت إلى جزر الهند الغربية. وبعد رحلة بحرية ناجحة للغاية، عاد السرب إلى المياه الأوروبية في أوائل شهر أغسطس.
وفي أواخر مساء يوم 13 أغسطس 1761، أبحر سرب لامبرت بإتجاه الساحل الإسباني، والتي تقع قبالة جزيرة كيب فينيستري، حينما شوهدت الأشرعة بالقرب من الشاطئ في الشمال الشرقي. وكان لدى السرب البريطاني للسفينة 74 بندقية من خط HMS <i id="mwPw">بيلونا</i> تحت الكابتن روبرت فالكنور و 36 بندقية فرقاطة في سفينة ة بريليانت تحت الكابتن جون لوغي والتي ابحرت من لشبونة إلى بريطانيا وعلى متنها شحنة من أكثر من 100,000 £ من المسكوكات الذهبية.  وعرف الفرنسيون في البداية كلتا السفينتين البريطانيتين على أنهما سفينتان من الخط واستداروا بعيدًا في مواجهة التفوق البريطاني المتصور، في محاولة للهروب في جنح الظلام، ولكن كان ضوء القمر ساطع مما مكّن البريطانيين من الاستمرار في المطاردة وملاحقتهم.

## احداث المعركة
في تمام الساعة 05:00 من صباح يوم 14 أغسطس، قام لامبرت بتغيير رأيه في قوة السرب البريطاني، مفترضا ان بيلونا كانت سفينة من الدرجة الرابعة تضم فقط 50 مدفعًا. وبسبب قناعته من النصر، التف سربه إلى الوراء نحو سفن فالكنورز، وطلب ميليسيوس وهرمين مهاجمة بريليانت في حين قيادته لكوراجيو ضد بيلونا.  واقتربت سفن الخط لمواجهة لامبيرت وجها لوجه وسحب كوراجيو جنبا إلى جنب مع بيلونا الساعة 06:25 وإطلاق النيران مع نظيره من مسافة قريبة. وقام فولكنور بتأجيل رده حتى الضربة الثانية، حيث قام طاقمه بإطلاق طلقتين من نواقل خاصة بهم في تتابع سريع بينما قام بإرجاع اشرعته، مما اجبر بيلونا على الدفع إلى الخلف والتأرجح جنبًا إلى جنب مع كوراجيو.  ومع ذلك، كان سلاح المدفعية للسفينة الفرنسية أكثر فاعلية في المراحل الأولى من المعركة، مما أدى إلى تحطم صارية فالكنور المتزن بعد تسع دقائق من إطلاق النار الأول. وعندما أعرب أحد أفراد الطاقم عن استيائه من هذا الضرر البليغ رد فالكنور قائلاً «أربكني! أيها الوغد، ما علاقة السفينة ذات الطابقين بصاري في وقت المعركة انظر واطرح صاريته بعيدًا.» 

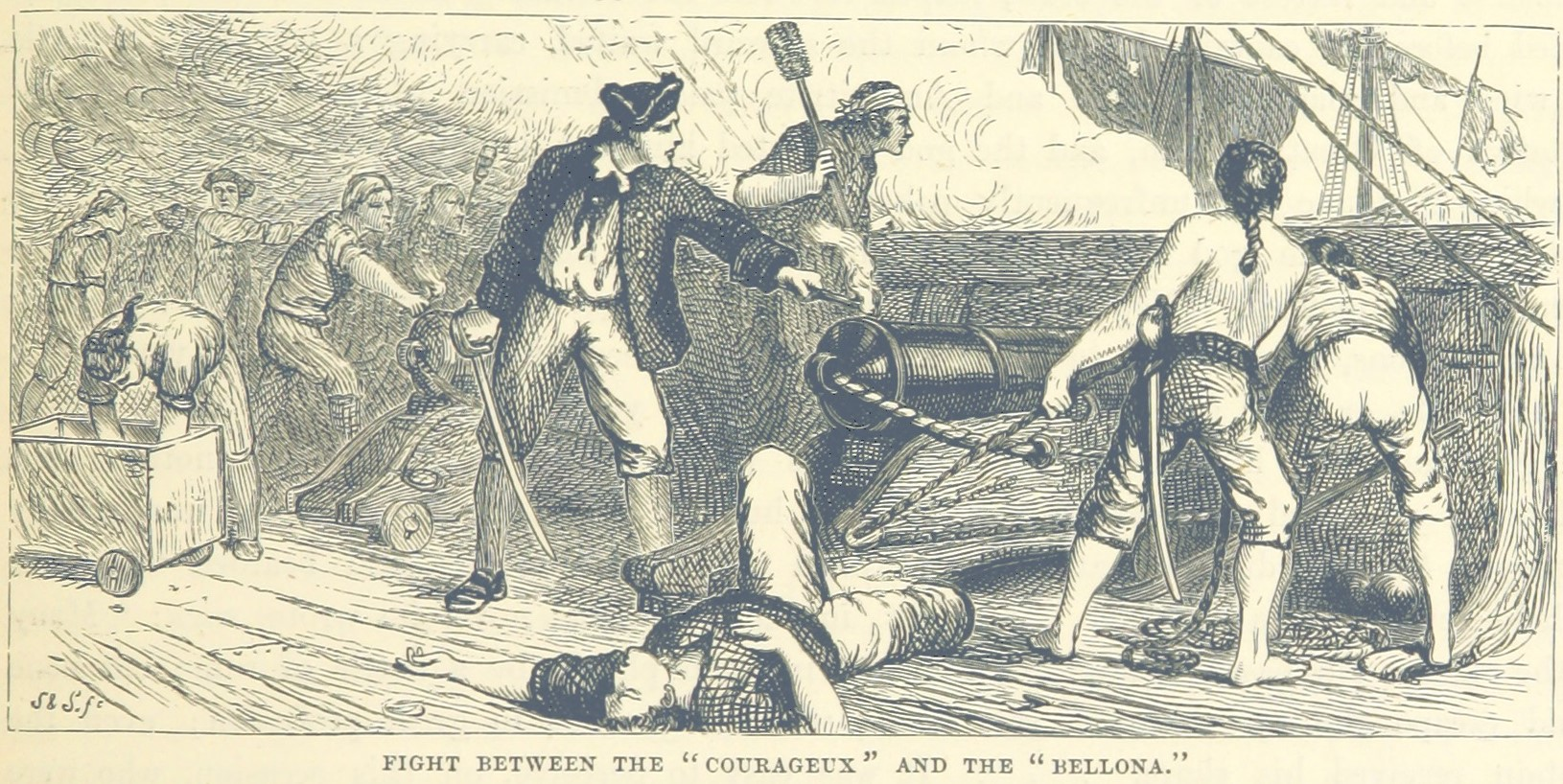
منظر من على سطح السفينة بيلونا أثناء الاشتباك مع Courageux ، بقلم فريدريك ويمبر.

وكان قد بدأ فولكنور بالقلق، وقد تعرضت قدرته على المناورة بسفينته للخطر. ان ينتهز لمبيرت الفرصة للهرب، وخطط لبدء إجرائات الصعود على متن السفينة للاستيلاء عليها  ولكن قد كانت السفينة الفرنسية ابتعدت منذ فترة، وبدأ الصاري ينزل الساعة 06:45. وعلى الرغم من الأضرار الجسيمة لصاحب الأشرعة والتلاعب، ثم حاول فالكنور توجيه السفينة، جلب بنجاح بيلونا عبر ميمنة السفينة الفرنسية ستيرن الربع وإطلاق سلسلة من نبش جوانب عريضة. والتي تسبب اضرار هائلة على بدن كوراجيو مما ادى إلى قتل وجرح المئات من البحارة وإقناع لامبرت المصاب بجروح قاتلة بإنزال علمه والاستسلام في 07:04. وواصلت بعض البنادق في السطح السفلي على السفينة الفرنسية بإطلاق النار حتى وبعد الاستسلام، وأمر فولكنور بإطلاق جانبين آخرين في بدن محطم كوراجيو لضمان امتثالهم للأوامر.
وبينما كان كل منبيلونا وكوراجيو في خضم المبارزة، نجح بريليانت بمحاربة اثنين من فرقاطات فرنسية 6:00 حتي 07:30، والتي هوجت أولا من قبل ماليسيوس ومن ثم من قبل هرمين عمدا لمحاولة منعهم أي أحد في التدخل في معركة بين السفن الأكبر حجما. وعندما أصبح واضحًا أن لامبرت قد استسلم، أبحرت الفرقاطات الفرنسية وتراجعت، وبقيت سفينة بريليانت مع بيلونا غنائمها. وبلغ عدد الخسائر البريطانية في تلك المعركة ستة قتلى و 28 جريحًا في بيلونا وخمسة قتلى و 16 جريحًا على متن بريليانت، بينما تم إدراج الخسائر في كوراجيو وحده في تقرير فالكنور بعد العمل حيث بلغ عدد القتلى 240 قتيلاً و 110 جريحًا.  ويعتبر المؤرخ ويليام ليرد كلوز أن هذا التناقض كانت على الأرجح نتيجة الاختلافات في العقيدة التكتيكية البريطانية والفرنسية، حيث تدرب الفرنسيون على إطلاق النار على الصواري وتجهيز سفينة معادية بهدف تعطيلها، بينما دربت العقيدة البريطانية طاقمها على إطلاق النار على الصواري وبدن سفن العدو بهدف قتل طاقمها. 

## ما بعد المعركة
تم نقل سفينة كوراجيو المأسورة إلى لشبونة تحت طاقم الجائزة،  وتم الترحيب بها من قبل حشود مبتهجة.  وكتب مؤرخ لاحق "لا يمكنني إلا مقارنة سلوك بيلونا بسلوك المصارع اللامع، الذي لا يكتفي بضرباته على وجه اليقين فحسب، بل ويحمي أيضًا من خصمه".  وسجل المؤرخ إدوارد بيلهام برينتون في عام 1825ان المعركة هي واحدة من أربع مواجهات حاسمة فقط بين سفن منفردة من نفس الخط من حيث الحجم في تاريخ الحروب البحرية المسجلة (الآخرون هم معركة أوشانت في عام 1782 عندما استولى فودرويانت على بيقاس في معركة راز دي سين في أبريل في عام 1798 وعندما استولت سفينة مارس على هرقل ومعركة بيرانو في فبراير 1812 عندما استولت فيكتوريوس على ريفولي). وبعد الإصلاحات، انضمت كوراجيو إلى البحرية الملكية باسم "كوراجيو، حيث خدمت لمدة 35 عامًا وشوهدت في معارك الحرب الثورية الأمريكية والحروب الثورية الفرنسية قبل أن تم تدميرها في عاصفة في مونتي هاتشو في 18 ديسمبر 1796 مع فقدان أكثر من 470 شخصًا.

## فهرس
- Brenton، Edward Pelham (1837) [1825]. The Naval History of Great Britain, Vol. II. London: C. Rice.
- Clowes، William Laird (1997) [1900]. The Royal Navy, A History from the Earliest Times to 1900, Volume III. London: Chatham Publishing. ISBN:1-86176-012-4.
- Grocott، Terence (2002) [1997]. Shipwrecks of the Revolutionary & Napoleonic Era. Caxton Editions. ISBN:1-84067-164-5.
- Shelton، Edward (1867). The Book of Battles. London: Houlston and Wright.